# Benedikt Adam Liebert

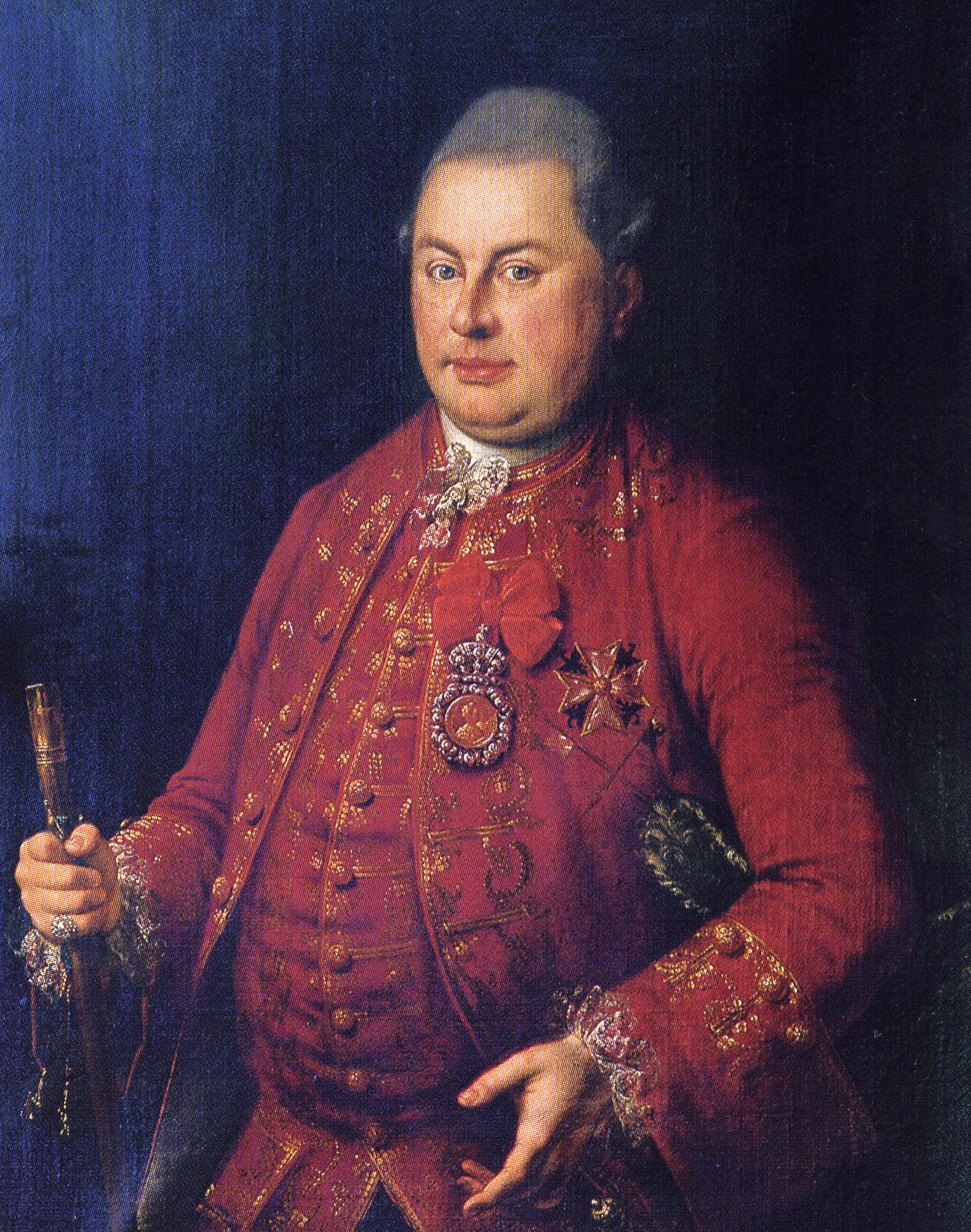
Benedikt Adam Freiherr von Liebert (1774)

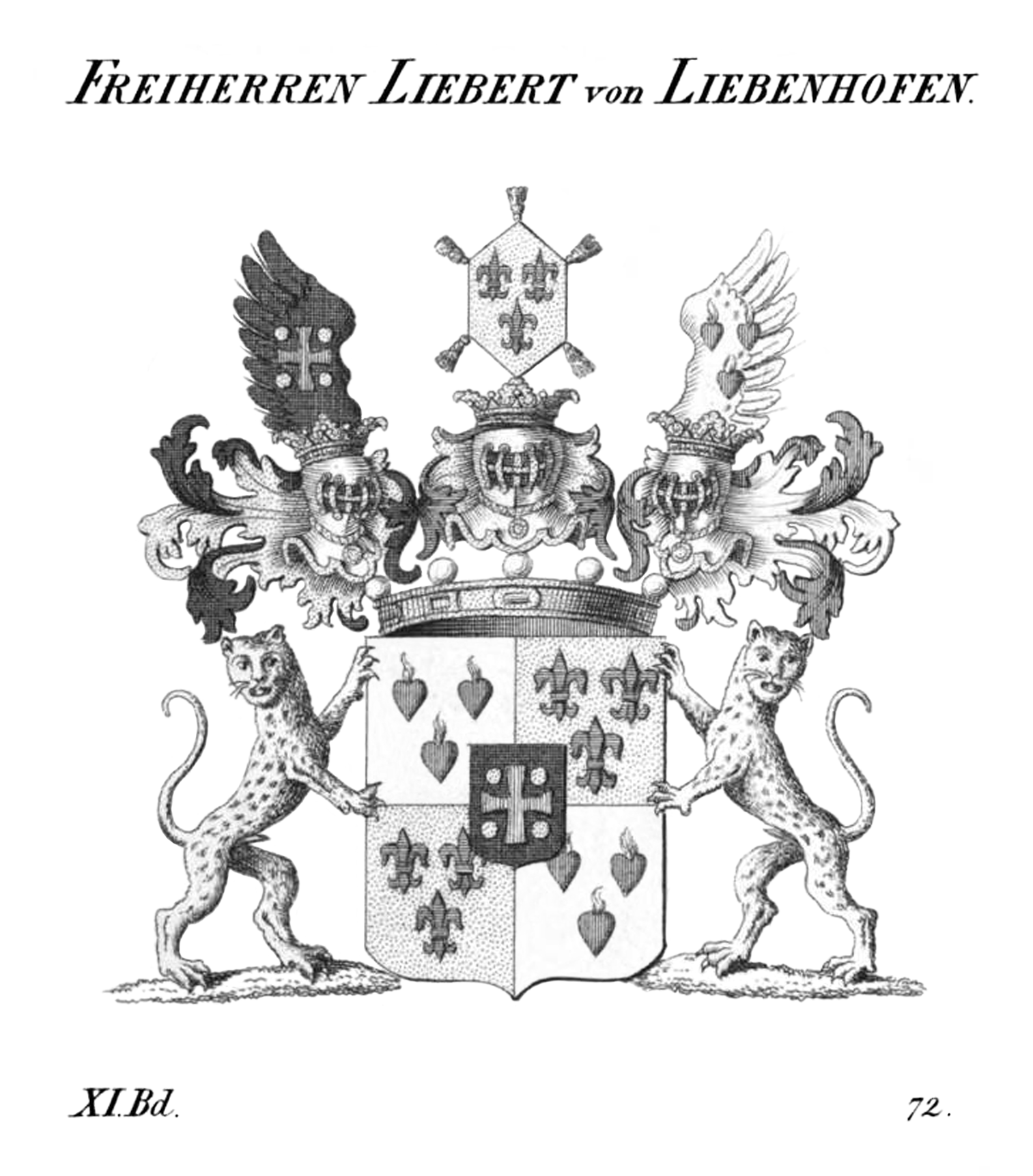
Wappen der Freiherren Liebert von Liebenhofen nach Konrad Tyroff

Benedikt Adam Freiherr von Liebert, Edler von Liebenhofen (* 3. Januar 1731 in Augsburg; † 30. August 1810 ebenda), war Großkaufmann und Bankier in Augsburg und der Erbauer des dortigen Schaezlerpalais.

## Leben
Liebert war der Sohn des aus Biberach an der Riß zugewanderten Kaufmanns und Silberhändlers Johann Adam Liebert (1697–1766), der gute Beziehungen als Silberlieferant an den Wiener und den Münchner Hof pflegte. Innerhalb kürzester Zeit brachte er seine Familie zu enormem Wohlstand. Benedikt Adam erhielt eine ungewöhnlich gute Schulbildung und spielte meisterhaft Querflöte, sodass er sogar in öffentlichen Akademien gemeinsam mit dem bekannten Geiger und Komponisten Pietro Nardini auftrat. Die Kaufmannschaft erlernte er zunächst bei seinem Vater, dann auf verschiedenen Augsburger Kontoren und schließlich in Arbon und Livorno, wo er bis 1754 auf eigene Rechnung erfolgreichen Wechselhandel betrieb; zudem baute er sich gute Handelsbeziehungen nach Venedig auf. Sein Hauptgeschäft wurde so der Münz-, Silber- und Wechselhandel.
1763 wurde Benedikt Adam Liebert geadelt, indem sein Vater mit dem Titel Edler von Liebenhofen als Reichsritter in den erblichen Adelsstand und ins Augsburger Patriziat erhoben wurde. Um standesgemäßes, repräsentatives Leben bemüht, kaufte er ein Patriziergebäude in zentraler Lage an der Augsburger Maximilianstraße und ließ an dessen Stelle ein modernes Rokokopalais neu errichten, das heute unter dem Namen Schaezlerpalais überregional bekannt ist und zu den prächtigsten Stadtpalästen Deutschlands zählt. Große Ambitionen hatte Liebert im neu errichteten kaiserlichen Münzamt in Günzburg, worauf seine Bank zusammen mit drei anderen Handelshäusern 1769 das Talermonopol erhielt. Zudem wurde das neue Augsburger Stadtpalais Lieberts der Hauptsitz der k. u. k. privilegierten ausländischen Silberhandlung.
Benedikt Adam Lieberts große geschäftliche Erfolge fanden 1770 in seiner Erhebung in den Freiherrenstand durch Kaiser Joseph II. Anerkennung. Im selben Jahr machte dessen Schwester Marie-Antoinette auf ihrer Brautfahrt nach Frankreich in Lieberts neuem Stadtpalais in Augsburg Halt. Nach Höhen und Tiefen (1778 und 1803 machte er beinahe Bankrott) erfuhr Liebert zwei Jahre vor seinem Tod durch die Ernennung zum Kgl. bay. Finanzrat durch König Maximilian I. eine letzte Ehrung, bevor er am 30. August 1810 in seiner Heimatstadt starb.

## Familie
Benedikt Adam Liebert heiratete am 30. Januar 1758 Katharina Barbara Laire (1740–1820) und hatte mit ihr acht Kinder, von denen fünf überlebten:
1. Elisabeth Jakobina von Liebert (* um 1758); ⚭ 13. November 1778 Paul von Rad, Silberhändler.
2. Peter Adam Liebert von Liebenhofen (* 12. Mai 1759; † 1818); ⚭ 19. Oktober 1789 Regina Luise Wolf.
3. Johanna Regina Liebert von Liebenhofen (* 6. August 1763); ⚭ 10. April 1780 Johann Heinrich Edler von Schüle.
4. Maria Anna Barbara Freiin Liebert von Liebenhofen (* 18. März 1768; † 21. August 1838); ⚭ 2. April 1793 Johann Lorenz Freiherr von Schaezler.
5. Regina Barbara Liebert von Liebenhofen (* 16. Februar 1771); ⚭ Hans Gotthold von der Osten, preußischer Hauptmann.